# Half-Life
Half-Life (укр. Період напіврозпаду) — відеогра жанру науково-фантастичного шутера від першої особи, розроблена Valve Software і видана Sierra Studios 20 листопада 1998 року для ПК. Гра базується на значно переробленому ігровому рушієві Quake від id Software. У 2001 році студія Gearbox Software портувала Half-Life на ігрову приставку Sony PlayStation 2. Планувалося видати гру і на Sega Dreamcast, але реліз скасували через спад популярності цієї ігрової платформи. В 2013 році Valve портувала гру на платформи Linux і Mac OS.
Half-Life використовує поширений сюжет про науковий експеримент, який пішов не за планом. Дія відбувається в таємному науково-дослідному комплексі «Чорна Меза», де стається катастрофа, що спричиняє вторгнення на Землю прибульців з іншого світу. Молодий співробітник комплексу, Гордон Фрімен, виявляється єдиним, кому під силу зупинити прибульців, а потім і завадити урядовим військам, присланим знищити свідків інциденту.
Ця відеогра стала однією з перших, де сюжет розвивається повністю усередині ігрового простору без використання кат-сцен. Ігрові видання високо оцінили інноваційний стиль подачі насиченого сюжету, яким Half-Life вирізнялася проти інших тодішніх шутерів. Іншою сильною стороною Half-Life називають штучний інтелект супротивників. Багато видань відзначають, що Half-Life здійснила революцію в жанрі шутера від першої особи і поклала початок новому етапу його розвитку.
Гра отримала численні схвальні відгуки від ігрової преси. Понад 50 ігрових видань визнали Half-Life «Грою року», а журнал PC Gamer тричі називав її «найкращою грою з коли-небудь створених». Half-Life довго перебувала на першому місці списку шутерів для ПК, що найкраще продаються.
На хвилі успіху гри випущені кілька доповнень: Half-Life: Opposing Force, Half-Life: Blue Shift і ексклюзивний аддон для PS2-версії — Half-Life: Decay. Крім того, створено низку офіційних модифікацій, зокрема мережевих: Counter-strike, Team Fortess Classic, Deathmatch Classic, Day of Defeat, Ricochet, які надалі розвинулися в самостійні ігри. 2004 року випущено продовження — Half-Life 2, також визнане «Грою року» більшістю видань.

## Ігровий процес

Гордон Фрімен бореться з прибульцями, які намагаються вразити його блискавками

Half-Life є шутером від першої особи, що вимагає від гравця виконання бойових завдань і головоломок для просування сюжетом. На противагу більшості шутерів від першої особи свого часу, історія Half-Life показується повністю за допомогою скриптових послідовностей, зберігаючи контроль гравця над персонажем (інколи він обмежений за сюжетом) і можливість бачити «його очима». Half-Life не має окремих рівнів; замість цього гра поділена на глави, в яких майже всі локації безперервно пов'язані між собою. Тобто, гравець завжди на власні очі бачить як переходить з однієї в іншу. Гра регулярно пропонує вирішувати головоломки, такі як переміщення лабіринтом конвеєрних стрічок, або складання ящиків для досягнення виходу.
Гравець керує вченим Гордоном Фріменом, котрий більшість часу одягнений в захисний HEV-костюм. Костюм має броню (максимум 100 пунктів), яка захищає від ворожих атак і агресивного середовища, але сама від цього псується. Її можна відновити збираючи батарейки і зарядити від спеціальних настінних пристроїв. Здоров'я персонажа (як і броня має 100 пунктів) зменшується не тільки від атак, впливу електрики, високої температури чи кислот, а і якщо Гордон довго перебуває під водою. Воно поповнюється аптечками і, наприкінці гри, «лікувальними калюжами».
Гра має численне озброєння, як реальне (револьвер, ракетниця, гранати, пістолет-кулемет MP5), так і вигадане (гаусс-гармата, глюонна гармата). Наприкінці гри Фрімен отримує «модуль довгих стрибків», реактивний ранець для HEV-костюма, який дозволяє перелітати перешкоди. Знаковою зброєю Half-Life є лом-цвяходер, з яким гравець проходить перші глави.
Багатокористувацький режим Half-Life пропонує гравцям позмагатися в Deathmatch-боях. До 32-х учасників борються одні з одними поодинці або в командах з метою набрати найбільше очок. Можна налаштувати кількість учасників, тривалість матчу, моделі учасників і додаткові умови, такі як можливість користуватися ліхтариком, чути кроки або завдавати дружнього вогню. На картах розкидана зброя, боєприпаси і спорядження. Загиблі учасники респавняться у випадкових місцях. Гравці можуть окремо переглянути в будь-який момент статистику набраних очок, вбивств і смертей.

## Сюжет

### Дія
Події розгортаються в таємному науково-дослідному комплексі «Чорна Меза» (англ. Black Mesa — Чорна столова гора) та в околицях. «Чорна Меза» розташована в надрах гори, розташованої в американському штаті Нью-Мексико. Головний персонаж гри — молодий талановитий науковий співробітник, доктор філософії (PhD) в галузі теоретичної фізики, Гордон Фрімен, що працює в лабораторії аномальних матеріалів.
Одного дня йому доручають провести експеримент із кристалом, принесеним загадковим G-меном, що призвело до непередбачуваних наслідків.

### Глави
1. Black Mesa Inbound (Прибуття в Чорну Мезу)
Гордон Фрімен прибуває на своє місце роботи, в «Чорну Мезу». Вся глава складається з поїздки Фрімена у вагоні монорейкового поїзду, протягом якої він спостерігає будні комплексу. Тоді він вперше бачить G-мена, який перебуває в сусідньому вагоні.
2. Anomalous Materials (Аномальні матеріали)
Ледь не запізнившись, Фрімен отримує захисний костюм HEV (англ. Hazardous Environment Vest) і прямує в тестову камеру для проведення експерименту. Він чує розмови вчених про перевантаження конденсаторів та різні несправності, але експеримент все ж вирішують провести. Фрімен отримує найчистіший і найнестабільніший зразок кристалу, який поміщає під промінь антимас-спектрометра (англ. Anti-Mass Spectrometer). Раптом експеримент виходить з-під контролю, породжуючи явище під назвою «резонансний каскад» (англ. Resonance Cascade). Фрімен непритомніє від влучання блискавки.
3. Unforeseen Consequences (Непередбачені наслідки)
Фрімен отямлюється в зруйнованому дослідному центрі. Внаслідок резонансного каскаду почався портальний шторм (англ. Portal Storm) — безладне відкриття і закриття порталів між Землею і паралельним світом Зен. В «Чорну Мезу» почали переміщуватися істоти з Зену, як нешкідливі, так і агресивні, серед яких є гедкраби, що перетворюють людей на своєрідних зомбі. Фрімен знаходить свою першу зброю, лом-цвяходер. Вцілілі вчені просять Гордона вибратися на поверхню і викликати допомогу.
4. Office Complex (Офісний комплекс)
Шлях Гордона пролягає через офіси «Чорної Мези». Йому доводиться долати затоплені місця, що перебувають під напругою, та пройти крізь морозильну камеру біля їдальні. Відбиваючись від істот Зену, Гордон намагається дістатися до поверхні, користуючись допомогою вцілілих вчених і охоронців. Там він дізнається, що в комплекс прибули військові.
5. «We've Got Hostiles» («Ми зустріли ворога»)
Гордон з'ясовує, що уряд вислав спецпідрозділ HECU (англ. Hazardous Environment Combat Unit) із завданням знищити всі сліди експерименту і всіх його свідків. HECU починає зачистку «Чорної Мези» від прибульців і персоналу. Фрімен вибирається на поверхню, але висадка десанту змушує його шукати інший шлях в надрах комплексу. За словами одного зі вцілілих вчених, єдиний шлях до порятунку — сусідній комплекс «Лямбда» (англ. Lambda Complex). Фрімен вирушає туди.
6. Blast Pit (Вирва)
Дорогою Фрімен потрапляє в покинуту частину комплексу, дорогу через яку перегороджує істота з трьома щупальцями — Тентакл (англ. Tentacle), яка засіла в шахті для випробувань реактивних двигунів. Для досягнення мети Фрімену доводиться послідовно відновити подачу палива, окислювача та енергії до двигуна і випалити чудовисько випробувальним запуском двигуна. Через затоплену яму, прориту Тентаклом, Гордон потрапляє в стічні тунелі.
7. Power Up (Подача живлення)
Подальший шлях до комплексу «Лямбда» лежить через електрозалізницю, але генератор живлення вимкнений. Фрімену належить забезпечити подачу живлення до рейок, та шлях йому перегороджує величезна двонога істота, озброєна вогнеметами — Гаргантюа (англ. Gargantua). Гордон заманює істоту до генератора і вмикає живлення. Гаргантюа гине від електричного струму.
8. On A Rail (По рейках)
Просування Фрімена залізницею ускладнюється постійними сутичками монстрів і військових. Один з уцілілих охоронців повідомляє Гордону, що команді «Лямбди» для нейтралізації наслідків резонансу каскаду потрібно вивести на орбіту супутник. Гордон, долаючи атаки військових, добирається до стартового комплексу і запускає ракету з супутником.
9. Apprehension (Затримання)
Фрімен потрапляє в затоплену лабораторію, де у воді завелося чудовисько Іхтіозавр (англ. Xenotherus ichtycanthus). Він падає в воду, але долає чудовисько. Пройшовши зал з рухомими поршнями, Гордон вперше стикається з Чорними оперативниками (англ. Black Operations), які вбивають всіх, навіть бійців HECU. Науковець з боєм пробивається через них, але солдатам HECU вдається взяти Фрімена в полон, приголомшивши його. Фрімен тимчасово отямлюється і бачить, що солдати його кудись несуть. Солдати скидають його в сміттєвий прес.
10. Residue Processing (Переробка відходів)
Гордон опритомнів на дні сміттєзбірника без зброї. Тим часом прес повільно стискається. Гордон завдяки своїй кмітливості вислизає із пастки, дорогою знайшовши лом-цвяходер. Йому доводиться пройти шляхом, яким транспортуються на переробку відходи комплексу, уникаючи потрапляння в промислові шредери та в вогонь.
11. Questionable Ethics (Сумнівна етика)
Фрімен пробирається через секретні лабораторії, де дізнається, що ще задовго до резонансного каскаду Зен досліджували вчені «Чорної Мези». Про це свідчать захоплені тварини, над якими проводилися досліди. Тут Гордон знаходить секретну розробку — Тау-гармату, і активує чотири лазера, щоб пробити стіну і продовжити свій шлях.
12. Surface Tension (Поверхневий натяг)
Фрімен виходить на поверхню біля дамби, до якої дістається, пройшовши по уступах каньйону. Звідти він бачить, що «Чорну Мезу» почали бомбардувати. Через зливний механізм дамби Гордон прямує далі. Він знищує кілька БМП, танків і вертольотів, пробирається через заміновану будівлю, і, скориставшись покинутою системою наведення, викликає низку авіаударів, щоб убити ще одного Гаргантюа і розкрити запечатаний прохід до комплексу «Лямбда».
13. «Forget About Freeman!» («Забудьте про Фрімена!»)
Військові починають евакуацію, будучи не в змозі протистояти прибульцям із Зену. Покинута ними «Чорна Меза» зазнає масованого бомбардування з повітря. Гордон проходить через підземні канали і дістається до комплексу «Лямбда».
14. Lambda Core (Ядро Лямбди)
Опинившись в комплексі «Лямбда», Фрімен зустрічає вчених, які повідомляють, що він повинен потрапити в лабораторію з телепортації. Для цього потрібно запустити ядерний реактор. Фрімен виконує завдання, після чого іде в лабораторію, в якій користується порталами. Від вчених він дізнається, що закрити портали між Землею і Зеном не дає якась істота в Зені. Гордон виявляється єдиним, хто зараз може вирушити туди і знищити ту істоту.
Вчені забезпечують Фрімена своїми новітніми розробками і відправляють через телепорт в паралельний світ.
15. Xen (Зен)
Фрімен потрапляє в світ прибульців, що складається з літаючих над безоднею островів. Там він знаходить докази перебування в Зені експедицій з «Чорної Мези». Відбиваючись від нечисленних представників місцевої фауни, Гордон знаходить телепорт, що дозволяє рухатися далі.
16. Gonarch's Lair (Лігво Гонарха)
Фрімен потрапляє на черговий острів, на якому живе величезна павукоподібна істота — Гонарх (англ. Gonarch), що є маткою гедкрабів. Вчений перемагає Гонарха і той пропалює кислотою діру, що веде до наступного телепорту.
17. Interloper (Порушник)
У міру просування, Фрімену починають протистояти розумні істоти Зену. Він опиняється на заводі з клонування солдатів прибульців. Гордон знаходить телепорт і стрибає через нього до Ніхіланта, тієї самої істоти, яка не дає закритися порталам.
18. Nihilanth (Ніхілант)
Ніхілант, потворна людиноподібна істота, намагається знищити ученого, атакуючи його блискавками, і спрямовуючи на нього портали. Якщо Гордон потрапляє в портали, то вони переміщують його в різні місця Зену. Ніхілант промовляє обривки фраз, натякаючи, що знає G-мена, а його раса сама є не агресорами, а жертвами. Гордон знищує кристали, що підживлюють лідера прибульців, після чого його голова відкривається, оголюючи мозок. Гордон вбиває чудовисько, після цього кімната з Ніхілантом обвалюється, але Фрімена рятує G-мен.
19. Endgame (Кінець гри)
Гордон з G-меном телепортуються різними місцями Зену, поки не опиняються в такому ж вагоні, яким Гордон прибув у «Чорну Мезу». G-мен говорить Фрімену, що він задоволений його діями, і вже запропонував кандидатуру Гордона своєму начальству для якихось майбутніх планів. G-мен пропонує Фрімену і надалі працювати на нього, пропонуючи вибір: ступивши в телепорт за дверима вагончика, прийняти пропозицію про роботу, або відмовитися.
В разі відмови Гордон опиниться без зброї в оточенні прибульців. Погодившись, він отримує схвалення G-мена, на чому гра закінчується. Пригоди Гордона Фрімена продовжуються вже у грі Half-Life 2.

## Розробка

### Створення гри

#### Попередні ідеї
В 1996 році вихідці з Microsoft — Майкл Гаррінгтон і Гейб Ньюелл, заснували компанію Valve Software. Їх об'єднувало бажання створити новітній 3D-шутер, для чого вони ліцензували ігровий рушій Quake від Id Software. У Valve було сформовано дві команди розробників, які працювали над різними проєктами. Перший, під назвою Quiver (укр. Тремтіння) створювався за мотивами повісті Стівена Кінга «Туман», в якій експерименти на військовій базі Arrowhead (укр. Вістря стріли) привели до вторгнення на Землю чудовиськ з паралельного світу. Проєкт акцентувався на екшні, в той час як другий проєкт, Prospero — на похмурій атмосфері та використанні псионічних сил героїнею під ім'ям Алеф. Prospero в ході розробки набувала все більше рис багатокористувацької гри, а Quiver переймала її ідеї. Наприкінці 1997 року Гейб дав командам ще один рік для переосмислення накопичених ідей. Пізніше розробники згадували в інтерв'ю, що в цей час працювали по 16 годин на добу в межах одного офісу, називаючи його «субмариною».

#### Персонажі
Раннім персонажем, який в підсумку став Гордоном Фріменом, був персонаж з тимчасовим ім'ям Іван Космобайкер, який вже носив HEV-костюм. Пізніше, вибираючи ім'я головного героя для Quiver, яка згодом отримала назву Half-Life, творці гри керувалися тим, щоб воно було відсиланням до імені якогось відомого вченого. Таким іменем стало Дайсон Пуанкаре (Фрімен Дайсон плюс Жюль Анрі Пуанкаре), але Гейб замінив його на Гордон Фрімен. Назва Half-Life була обрана, щоб підкреслити науково-фантастичну атмосферу гри, хоча розглядався і варіант Half-Dead.
Як згадував дизайнер Кен Бьордвелл, частина противників лишилася практично незмінними, тоді як інші зазнали суттєвих переробок. Вигляд декотрих чудовиськ розроблявся з відкритим сексуальним підтекстом з метою спантеличити гравців, створити дещо досі небачене у відеоіграх. Низка противників задумувалися як одночасно смішні й загрозливі, наприклад, подібний на жука снарк.

#### Сценарій
Гра довго балансувала на межі гумористичної. Були розроблені комедійні персонажі й ситуації, наприклад, головатий солдат з «інтелектуальною» гарматою, битва їжею в кафетерії. Зрештою утвердилася ідея відеогри жахів з елементами чорного гумору.
Влітку 1997 року до розробників приєднався фантаст Марк Лейдлоу, який і назвав місце дії «Чорною Мезою». Ним же пропонувався і варіант «Чорний Пагорб». Значний вплив на сюжет і атмосферу мали твори «The Outer Limits», де вчені знаходять прохід в четвертий вимір, експериментуючи з магнітними полями, «Туман» Стівена Кінга і телесеріал «Секретні матеріали».
Планувалося, що Гордон, потрапивши в світ Зен, звільнить рабів-вортигонтів та очолить їх повстання. Ця задумка була відкинута, але знайшла часткове втілення в Half-Life 2.

#### Технічні аспекти
Всі карти, представлені в грі, спочатку малювалися на папері групою дизайнерів, програмістів і аніматорів, завданням яких було зробити цікаві рівні, і при цьому в повну силу використовувати всі доступні Valve технології.
Поведінка противників розроблялася з тим прицілом, щоб мати кілька варіантів дій для однієї ситуації. Так вони могли по-різному реагувати на дії гравця, роблячи сутички непередбачуваними і цікавими. Спочатку охоронці та вчені, що працювали в дослідному центрі «Чорна Меза» повинні були бути противниками гравця. Розробник штучного інтелекту Стів Бонд в 1997 використовував їх для проведення експериментів над командною поведінкою ворогів. Він змушував охоронців слідувати за гравцем, замість того щоб з ним битися — так було легко перевіряти їхні здатності до навігації в просторі. Результат виявився настільки вдалим, що було введено спеціальні сцени з супроводженням учених і виник окремий персонаж — Барні Калхаун, герой одного з доповнень.
Думка про заскриптовані сцени, в яких гравець зберігає контроль над персонажем, виникла від спостереження за реакцією гравців під час тестування окремих ситуацій. Одна з таких, де чудовисько розбиває скло, хапає ученого щупальцем і тягне його до свого лігва, виявилася особливо вражаючою і спонукала творців відмовитися від відеовставок взагалі.

#### Презентація гри
Вперше Half-Life було оприлюднено в 1997 році на всесвітній ігровій виставці E3, де гра стала справжнім хітом. Система анімації та ігровий штучний інтелект для того часу здавалися чимось неймовірним. На E3-1998 Half-Life отримала нагороди від ігрових критиків як «Найкраща РС-гра» і «Найкраща action-гра». Дата виходу ще кілька разів переносилася, поки, нарешті, гра не вийшла в листопаді 1998 року.
Історію розробки Half-Life, Half-Life 2 та супутніх ігор пізніше було описано в книзі "Half-Life 2: Raising the Bar", що вийшла 2004 року.

### Демо-версії
Half-Life: Day One
1 листопада 1998 вийшла демо-версія Half-Life: Day One. Вона розроблялася спеціально для OEM-партнерів і часто поширювалася з відеокартами, тому залишалася маловідомою загалу. Вона закінчується на рівні «We've Got Hostiles», в іншому майже ідентична повній версії.
Half-Life: Uplink
12 лютого 1999, вже після виходу повної версії гри, вийшла друга демо-версія Half-Life: Uplink, яка представляла гравцям основні типи ворогів, персонажів і зброї з повної версії гри, але ґрунтувалася на вирізаних на стадії розробки епізодах з Half-Life. Зокрема, це були події, що мали розгортатися перед розділом «Ядро Лямбди». Крім вирізаного епізоду Uplink містить у собі тренувальний рівень «Курс підготовки» з повної версії Half-Life.
Пізніше Half-Life: Uplink було включено у видання Half-Life — Game of the Year Edition як доповнення. Епізод видавався і в PS2-версії Half-Life, але для розблокування вимагався диск з журналу Sony Underground Demo June 2002 / Playstation Magazine № 57.

## Версії
Крім Windows, Half-Life розроблялася і для інших платформ:
PlayStation 2. У 2001 році Half-Life була перенесена на PlayStation 2 зусиллями студії Gearbox Software. Ця версія зазнала редизайну для гри на приставці, отримала нові моделі персонажів, зброї, розширені рівні і мультиплеєр на двох гравців. Пізніше гра отримала повністю кооперативне доповнення Half-Life: Decay, яке дозволяло грати за двох жінок-вчених, Джину Крос і Коллет Грін з «Чорної Мези».
Mac Os. Версія для Apple Macintosh, хоч і була готова, не видавалася. Цей порт був скасований через несумісність з Windows-версією мультиплеєра. Творці також зазначали, що моди для PC-версії Half-Life несумісні з портом на Macintosh.
В 2013 році гра все ж була випущена для Mac Os X і Linux та стала доступна в Steam.
Dreamcast. Порт для приставки Sega Dreamcast розроблявся Valve і Sierra, які також найняли Gearbox Software та Captivation Digital Laboratories. Порт мав включати також Half-Life: Blue Shift, крім оригінальної Half-Life. Dreamcast-версія мала нові моделі, текстури і музику високої якості. Приставка підтримувала мишу і клавіатуру, а в разі використання геймпада використовувалося автоприцілювання. Через особливості керування зазнав змін ігровий баланс: здоров'я та сила противників, їх респавн. Гра підтримувала чит-коди у вигляді цілих речень.
На ECTS 14 лютого 2000 гра для Dreamcast була показана для широкої публіки в цілком грабельному варіанті. Проте, попри готовність, вона не була випущена «у зв'язку із зміною ринкових умов». Через рік Sierra On-Line показали порт для PlayStation 2 на Е3 2001, який успішно вийшов. Blue Shift було перероблено для Windows і видано як окреме доповнення. В 2003 році було знайдено бета-версію, створену за місяць до скасування. Через деякий час ця бета-версія Half-Life для Dreamcast поширилася Інтернетом. Однак, вона містила численні помилки, тому виявилася малограбельною. Контент, відсутній в інших версіях, згодом був перенесений у версію для ПК як фанатська модифікація.
Німецька версія Half-Life зазнала цензури, з неї було видалено жорстокі сцени, такі як бризки крові, розривання ворогів на шматки вибухами. Також частини тіл, які наприклад можуть виплюнути монстри, тут замінені на механічні деталі. Солдатів HECU було замінено на роботів. У німецькій версії стало неможливо вбити охоронців та вчених, якщо їх атакувати, вони просто сідають на підлогу та розчаровано хитають головою.

## Доповнення
Для оригінальної Half-Life були випущені три доповнення від Gearbox Software: Half-Life: Opposing Force (1999), Half-Life: Blue Shift (2001) і Half-Life: Decay (2001). Сюжети доповнень відбуваються паралельно з подіями оригінальної Half-Life і тісно переплітаються з ними. В деяких місцях можна побачити Гордона Фрімена, або дії гравця в аддонах впливають на шлях Фрімена.
Half-Life: Opposing Force — сюжет відбувається в «Чорній Мезі», але головним героєм є капрал Адріан Шепард спецпідрозділу HECU, що протистояв Гордону в оригінальній грі. Залишений в комплексі, він намагається вижити і завадити підриву «Чорної Мези». Аддон додає кілька нових видів зброї, моделей персонажів, нові карти і сюжет. Це доповнення менше за Half-Life: 11 глав проти 18 в оригіналі.
Half-Life: Blue Shift — грабельним персонажем тут є охоронець (зустрічається і в оригінальній грі, але там безіменний) «Чорної Мези», Барні Калхаун. Це доповнення спочатку розроблялося для Dreamcast-версії Half-Life, але після її скасування було випущене на ПК. Blue Shift додає набір якісніших моделей і текстур «High Definition Pack», що поліпшує зовнішній вигляд Half-Life і Opposing Force.
Half-Life: Decay — доповнення має кооперативне проходження для двох гравців, які разом борються й розгадують головоломки. За сюжетом, колеги Гордона, Джина і Коллет, допомагають Гордону і організовують евакуацію вчених. 23 вересня 2008 групою українських ентузіастів гру було портовано з PlayStation 2 на ПК у вигляді модифікації.
Доповнення також виходили в складі збірника Half-Life Platinum Collection 2000 року (Half-Life, Counter-Strike, Team Fortress Classic, Half-Life: Opposing Force). В 2002 році збірку було перевидано з додаванням Half-Life: Blue Shift.
У 2005 році був випущений новий збірник Half-Life 1 Antology, що містить Half-Life, Half-Life: Blue Shift, Half-Life: Opposing Force і Team Fortress Classic.

### Оновлення до 25-ї річниці
У листопаді 2023 року, до 25-ї річниці Half-Life, Valve оновила релізну версію гри для Steam, повернувши внутрішній вміст гри до початкового стану 1998 року, виправивши застарілі помилки та додавши додатковий вміст, включно з Half-Life: Uplink, чотири нові багатокористувацькі мапи, підтримку Steam Deck, покращення рендерингу та підтримку моніторів з роздільною здатністю 4K. Valve також випустила годинний документальний фільм про створення Half-Life. Через два дні після оновлення Half-Life досягла 33 471 одночасних гравців в Steam, що стало найвищим показником за всю історію.

## Ремейки
Half-Life: Source — в 2004 році Valve випустили Half-Life, перенесену на рушій Source. Новий рушій забезпечував реалістичніші ефекти як води, так і інших поверхонь з відображеннями і переломленням світла, динамічні тіні, що дають об'єкти і персонажі, ефекти від влучання куль. Предмети і персонажі, керовані фізичним рушієм на основі «Havok», давали тілам ефект «ганчірної ляльки». Однак, новий рушій створював і проблеми. Наприклад, підвішені ящики на одному з рівнів довелося залишити нерухомими, інакше, якби вони розхитувалися під дією Source, проходження цього місця було б неможливим.
Інтерфейс став подібним на інтерфейс Half-Life 2, вдосконалився інтелект противників.
Black Mesa — повний ремейк гри, розроблений Crowbar Collective на рушієві Source, представлений громадськості в 2012 році як модифікація Half-Life 2. Розробка почалася ще в 2004 році під назвою Black Mesa: Source, а реліз кілька разів переносився. Остаточна версія повторює сюжет оригінальної гри, але має невеликі зміни на рівнях (наприклад, глава «On The Rail» скорочена), додані можливості з Half-Life 2, змінено ігровий баланс. Для тіснішого зв'язку з аддонами і продовженням, деякі раніше безіменні вчені «Чорної Мези» зроблені персонажами цих аддонів і продовжень.
Ремейк спершу поширювався безкоштовно і закінчувався на главі «Lambda Core». Фінальні глави, події яких відбуваються у світі Зен, було видано 5 березня 2020 року.

## Сприйняття
| Агрегатор    | Оцінка                    |
| ------------ | ------------------------- |
| GameRankings | 94.28% (PC) 83.23 % (PS2) |
| Metacritic   | 96/100 (PC) 87/100 (PS2)  |

| Видання  | Оцінка |
| -------- | ------ |
| AllGame  | [ 27 ] |
| GameSpot | 9.4/10 |
| IGN      | 9.5/10 |

Half-Life була прийнята гравцями позитивно, отримала безліч позитивних відгуків та нагород. До моменту виходу сиквелу гра була визнана культовою. Станом на 16 листопада 2004 року, коли вийшла Half-Life 2, було продано 8 мільйонів копій гри, а до 2008 року було продано вже 9,3 мільйони копій.
Half-Life отримала гарні оцінки від більшості критиків, що підтверджує середній бал 96 з 100 на зібранні відгуків Metacritic. Джефф Грін в Computer Gaming World писав, що гра «не просто одна з найкращих ігор року. Це одна з найкращих ігор за всі роки, класика, в тисячу разів краща за будь-якого безпосереднього конкурента, а також — кажучи про сюжетний режим — найкращий шутер із часів Doom». IGN описав її як «демонстрацію майстерності в ігровому дизайні, визначальну однокористувацьку гру серед шутерів від першої особи». IGN також включив Half-Life в десятку ігор, які найбільше вплинули на розвиток відеоігор. GameSpot стверджував після виходу гри, що вона найбільше за всіх наблизилась до революційного прориву в жанрі, ніж будь-які її попередники, а 2007 року Half-Life була включена в список найкращих ігор всіх часів за версією GameSpot. 2004 року GameSpy провів опитування читачів сайту для визначення найвидатнішої гри всіх часів, Half-Life і тут впевнено перемогла, обійшовши у фіналі Super Mario Bros. 3.
Захопливе занурення у гру та інтерактивне оточення були названі кількома рецензентами революційними. Allgame писав: «Не кожний день ви зіткнетеся зі грою, яка робить революцію у жанрі, а Half-Life робить саме це». Hot Games, коментуючи реалізм та ігрове оточення, писав: «все це піднімає ігрові враження на абсолютно захоплюючий рівень, решта ігор тепер виглядають у порівнянні з нею достатньо низькоякісними». В огляді на сайті Absolute Games рецензент висловив думку, що Half-Life стала представницею наступного етапу розвитку 3D-шутерів, а після її виходу розробляти безсюжетні шутери стане «негарно та невигідно». На думку «The Washington Post», Half-Life стала однією з перший ігор, які засвідчили, що авангард технічних інновацій у відеоіграх змістився з аркадних автоматів до домашніх ПК.
Крім численних похвал деякі сторони гри отримали негативні відгуки окремих критиків. Особливо це стосується фінальної частини гри із відправкою гравця у Зен. Наприклад, в рецензії на Just RPG пишеться, що це схоже просто на спробу затягнути гру ще приблизно на годину та надмірно віддаляє сюжет від реальності. Нелюбов деяких гравців та критиків до Зену можна пояснити тим, що миттєва зміна оточення позбавляє гравця частини попереднього досвіду вирішення головоломок, змушує під кінець гри вивчати нові прийоми (наприклад, довгі стрибки з використанням ранця).